# La frecuencia del amor
La frecuencia del amor (en hangul, 유열의 음악앨범; romanización revisada, Yuyeolui eumagaelbeom; literalmente, «Álbum musical de Yoo Yeol») es una película romántica surcoreana de 2019 dirigida por Jung Ji-woo y protagonizada por Kim Go-eun y Jung Hae-in. La película es distribuida internacionalmente por Netflix, estando disponible desde el 22 de octubre de 2019.

## Sinopsis
Es 1994. Mi-su de 19 años (Kim Go-eun) trabaja en una panadería propiedad de Eun-ja (Kim Gook-hee), una amiga de toda la vida. Hyeon-woo (Jung Hae-in), que tiene la misma edad de Mi-su, entra a la tienda y pide tofu o algún producto con soja. Justo cuando se va a ir, escucha el programa de radio del popular DJ Yoo Yeol y decide preguntar por el cartel de trabajo a tiempo parcial de la entrada. Hyeon-woo es un joven retraído y tranquilo, recién salido en un centro de detención de menores, pero nunca les llega a explicar por qué estuvo allí. Luego de una temporada donde empieza a abrirse con Mi-su y Eun-ja, es encontrado por su viejo grupo de amigos, y, luego de una pelea con un borracho, tiene que volver al centro de detención y no lo vuelven a ver.
En 1997, Mi-su está terminando sus estudios universitarios, y elige trabajar en una imprenta.  Antes de ir a la radio de Yoo Yeol, por casualidad, se reencuentra con Hyeon-woo y se emocionan, pero él tiene que irse al servicio militar al día siguiente. Pasan una noche juntos en su apartamento, y, antes de que se vaya, le crea una cuenta de correo electrónico para que puedan mantenerse en contacto, aunque se olvida de darle la contraseña.
Luego, en los 2000, la panadería cerró, y Eun-ja tiene otro trabajo junto a su nuevo esposo y su irritable hija. Mientras, Mi-su continúa enviando correos electrónicos a Hyun-woo, aunque él no puede abrir su correo electrónico. Por otro lado, Hyun-woo acaba de acabar su servicio militar e intenta encontrar a Mi-soo, solo para descubrir que se ha mudado y la panadería cerrada. Decide entonces alquilar el mismo apartamento. Tras conocer el antiguo código de entrada al departamento, descubre la contraseña del correo electrónico, y logra comunicarse con Mi-soo. Sin embargo, otra vez Hyun-woo se encuentra con problemas, no puede comunicarse con ella y Mi-soo, decepcionada, le pide que le hable solo si sucede algo bueno.
En 2005, Mi-soo tiene nuevo trabajo, en una publicadora de libros, con un jefe (Park Hae-joon) cercano pero con segundas intenciones. Sorprendentemente, se encuentra con Hyun-woo, y juntos van al apartamento, se toman tres días de descanso, y se la pasan cocinando, leyendo cómics y, finalmente, se besan. Luego de visitar a Eun-ja, Hyun-woo se encuentra con sus viejos amigos, y se suma a la visita en el décimo aniversario de la muerte de Jyeong-hyeop, su antiguo compañero de instituto. Hyun-woo fue culpado y encarcelado de su muerte aunque este murió  mientras jugaban en la azotea del colegio. Jyeong-hyeop se cayó, y los amigos le llevan dinero todos los años a la madre. Él se lo oculta a Mi-soo, aunque ella descubre la verdad y discuten tras la falta de sinceridad de Hyun-woo.
Finalmente, luego de una pelea con su amigo y de ir a la tienda de Eun-ja, Mi-soo se va de casa de Hyun-woo. Este pide disculpas pidiendo a Yoo Yeol una dedicatoria en la radio. Mi-soo la escucha y decide correr al estudio para reencontrarse con Hyun-woo que la espera impaciente trabajando como cámara en el programa de radio.

## Reparto
- Kim Go-eun es Kim Mi-soo;
- Jung Hae-in es Cha Hyun-woo;
- Kim Gook-hee es Eun-Ja;[8]
- Jung Yoo-jin es Hyun-Joo;
- Kwon Eun-soo es Kwon Eun-soo;
- Park Hae-joon es Jong-woo;
- Kim Dae-gon es el propietario de agencia inmobiliaria.
- Song Duk-ho es un vecino que se muda.
- Shim Dal-gi es Geum-yi, la hija de Eun-ja.
- Park Se-hyun es Se-mi.

## Producción
El rodaje de la película duró tres meses, desde el 1 de septiembre hasta el 14 de diciembre de 2018.

## Premios y nominaciones
| Año  | Premio                         | Categoría               | Nominado(a)            | Resultado | Ref.   |
| ---- | ------------------------------ | ----------------------- | ---------------------- | --------- | ------ |
| 2019 | 40.º Blue Dragon Film Awards   | Mejor actor revelación  | Jung Hae-in            | Nominado  | [ 11 ] |
| 2019 | 40.º Blue Dragon Film Awards   | Mejor música            | Yeon Ri-mok            | Nominado  | [ 11 ] |
| 2019 | 40.º Blue Dragon Film Awards   | Mejor dirección de arte | La frecuencia del amor | Nominado  | [ 11 ] |
| 2019 | London East Asia Film Festival | Premio a la popularidad | Jung Hae-in            | Ganador   | [ 12 ] |
| 2020 | 56.º Baeksang Arts Awards      | Mejor actor revelación  | Jung Hae-in            | Nominado  | [ 13 ] |
| 2020 | 56.º Baeksang Arts Awards      | Mejor actriz de reparto | Kim Guk-hee            | Nominada  | [ 13 ] |
| 2020 | Chunsa Film Art Awards 2020    | Mejor actriz            | Kim Go-eun             | Nominada  | [ 14 ] |
| 2020 | Chunsa Film Art Awards 2020    | Mejor actor revelación  | Jung Hae-in            | Nominado  | [ 14 ] |
| 2020 | Chunsa Film Art Awards 2020    | Mejor director          | Jung Ji-woo            | Nominado  | [ 14 ] |
| 2020 | Chunsa Film Art Awards 2020    | Mejor actriz de reparto | Kim Guk-hee            | Nominada  | [ 14 ] |
| 2020 | 56.º Grand Bell Awards         | Mejor actor revelación  | Jung Hae-in            | Ganador   | [ 15 ] |